# Mistrzostwa NCAA Division I w Zapasach w 1947
Mistrzostwa NCAA Division I w zapasach rozgrywane były w Champaign w dniach 28–29 marca 1947 roku. Zawody odbyły się w Huff Gymnasium, na terenie Uniwersytetu Illinois.
Punkty zdobyło dwanaście drużyn.
- Outstanding Wrestler – Bill Koll

## Wyniki

### Drużynowo
| Kolejność | Szkoła                      | Zespół   |
| --------- | --------------------------- | -------- |
| 1.        | Cornell Iowa                | Rams     |
| 2.        | University of Northern Iowa | Panthers |
| 3.        | Oklahoma State University   | Cowboys  |
| 4.        | Michigan State University   | Spartans |

### All American

#### 121 lb
| Lp. | Zawodnik       | Szkoła         |
| --- | -------------- | -------------- |
| 1.  | Dick Hauser    | Cornell Iowa   |
| 2.  | Billy Jernigan | Oklahoma State |
| 3.  | Garth Lappin   | Minnesota      |
| 4.  | Ray Gibbs      | Oklahoma       |

#### 128 lb
| Lp. | Zawodnik        | Szkoła         |
| --- | --------------- | -------------- |
| 1.  | Russ Bush       | Northern Iowa  |
| 2.  | Lou Kachiroubas | Illinois       |
| 3.  | Leo Thomsen     | Cornell Iowa   |
| 4.  | Paul McDaniel   | Oklahoma State |

#### 136 lb
| Lp. | Zawodnik       | Szkoła         |
| --- | -------------- | -------------- |
| 1.  | Lowell Lange   | Cornell Iowa   |
| 2.  | Nathan Bauer   | Oklahoma State |
| 3.  | Donald Johnson | Michigan State |
| 4.  | Kenneth Watson | Oklahoma       |

#### 145 lb
| Lp. | Zawodnik      | Szkoła         |
| --- | ------------- | -------------- |
| 1.  | Bill Koll     | Northern Iowa  |
| 2.  | Rodger Snook  | Cornell Iowa   |
| 3.  | John Fletcher | Navy           |
| 4.  | Don Anderson  | Michigan State |

#### 155 lb
| Lp. | Zawodnik        | Szkoła         |
| --- | --------------- | -------------- |
| 1.  | Gale Mikles     | Michigan State |
| 2.  | Bill Courtright | Michigan       |
| 3.  | Ledger Stecker  | Oklahoma       |
| 4.  | Kenneth Marlin  | Illinois       |

#### 165 lb
| Lp. | Zawodnik      | Szkoła        |
| --- | ------------- | ------------- |
| 1.  | Bill Nelson   | Northern Iowa |
| 2.  | Jim Eagleton  | Oklahoma      |
| 3.  | Fred Dexter   | Cornell Iowa  |
| 4.  | David Shapiro | Illinois      |

#### 175 lb
| Lp. | Zawodnik         | Szkoła       |
| --- | ---------------- | ------------ |
| 1.  | Joe Scarpello    | Iowa         |
| 2.  | Glen Brand       | Iowa State   |
| 3.  | Dale Thomas      | Cornell Iowa |
| 4.  | Waldemar VanCott | Purdue       |

#### Open
| Lp. | Zawodnik          | Szkoła         |
| --- | ----------------- | -------------- |
| 1.  | Dick Hutton       | Oklahoma State |
| 2.  | Ray Gunkel        | Purdue         |
| 3.  | Verne Gagne       | Minnesota      |
| 4.  | Charles Gottfried | Illinois       |